# Pöggstall
Pöggstall è un comune austriaco di 2 461 abitanti nel distretto di Melk, in Bassa Austria; ha lo status di comune mercato (Marktgemeinde). Nel 1966 ha inglobato i comuni soppressi di Aschelberg e Pömmerstall, nel 1968 quello di Loibersdorf e le frazioni di Gerersdorf e Oed già appartenute al comune di Troibetsberg (a sua volta accorpato nel 1969 a Raxendorf), nel 1971 il comune soppresso di Würnsdorf e nel 1972 quello di Neukirchen am Ostrong.